# Estrées-Deniécourt
 Estrées-Deniécourt  es una población y comuna francesa, en la región de Picardía, departamento de Somme, en el distrito de Péronne y cantón de Chaulnes.

## Demografía
| 272 | 255 | 285 | 253 | 252 | 245 |
| Para los censos de 1962 a 1999 la población legal corresponde a la población sin duplicidades (Fuente: INSEE [Consultar]) |     |     |     |     |     |